# Chalixodytes tauensis
Chalixodytes tauensis és una espècie de peix de la família dels creèdids i de l'ordre dels perciformes.

## Descripció
Fa 4 cm de llargària màxima i presenta escates al dors (davant de l'aleta dorsal). Absència d'aleta adiposa i d'espines a les aletes dorsal i anal. 35-37 radis tous a l'única aleta dorsal, 36-38 a l'anal i 11-13 a les pectorals. Línia lateral no interrompuda i amb 57-59 escates. Boca subterminal.

## Alimentació
El seu nivell tròfic és de 3,01.

## Hàbitat i distribució geogràfica
És un peix marí, associat als esculls (entre 1 i 10 m de fondària) i de clima tropical (16°N-25°S), el qual viu a la conca Indo-Pacífica: les costes sorrenques des de l'illa Christmas a l'est de l'oceà Índic fins a les illes Mariannes, Nova Caledònia, Guam -incloent-hi l'illa Cocos-, Fiji, les illes Marshall, Palau, Samoa, les illes Tuamotu, les illes Loyauté i Pitcairn. És probable que també sigui present a l'Índia

## Observacions
És inofensiu per als humans i el seu índex de vulnerabilitat és baix (10 de 100).